# Cratere Canso
Canso  è un cratere sulla superficie di Marte.